# Temporada da NFL de 1944
A Temporada de 1944 da NFL foi a 25ª temporada regular da National Football League. Neste ano, uma franquia sediada em Boston, Massachusetts se juntou a liga como franquia de expansão - Boston Yanks. Além disso, o Brooklyn Dodgers foi renomeado a Brooklyn Tigers. Por sua vez, o Cleveland Rams e Philadelphia Eagles retomaram normalmente suas atividades. Já o Pittsburgh Steelers, ainda sofrendo com a escassez de jogadores para a Segunda Guerra Mundial, se uniu a franquia do Chicago Cardinals, formando assim, o Card-Pitt, três partidas foram disputadas em Pittsburgh, Pensilvânia e duas em Chicago, Illinois, essa equipe formada pelos jogadores das duas cidades, inclusive, bateu o recorde de menor média de jardas por punt por uma equipe na história da NFL.   
Esta temporada foi marcada por duas equipes que terminaram a temporada sem vitórias, o Brooklyn Tigers e o Card-Pitt. Desde 1944, apenas cinco franquias tiveram registro de um ano sem vitórias. Dallas Cowboys, em seu ano de estreia na liga, 1960 com 0-11-1; Tampa Bay Buccaneers em 1976, também em sua primeira temporada, registrou 0-14; Baltimore Colts em 1982, 0-8-1; Detroit Lions em 2008, 0-16; e Cleveland Browns em 2016, 0-16. No caso do Colts, a temporada foi encurtada por conta de uma greve de jogadores organizada pela Associação de Jogadores da National Football League (National Football League Players Association- NFPA), que exigia a implementação de uma escala salarial baseada no percentual do faturamento bruto das franquias. 
A temporada teve seu fim em 17 de Dezembro de 1944 com a vitória do Green Bay Packers sobre o New York Giants por 17 a 4 no Polo Grounds em Nova Iorque para um total de 46,015 espectadores pelo championship game da NFL. 

## Draft
O Draft para aquela temporada foi realizado no Warwick Hotel na Filadélfia, Pensilvânia em 19 de Abril de 1944. E, com a primeira escolha, o Boston Yanks selecionou o quarterback Angelo Bertelli da Universidade de Notre Dame.

## Classificação Final
Assim ficou a classificação da final da National Football League em 1944.
P = Nº de Partidas, V = Vitórias, D = Derrotas, E = Empates, PCT = Porcentagem de vitória, DIV = Recorde de partidas da própria divisão, PF = Pontos a favor, PA = Pontos contra
| Eastern Division    |   |    |   |      |       |     |     |
| Time                | V | D  | E | PCT  | DIV   | PF  | PC  |
| New York Giants     | 8 | 1  | 1 | .889 | 6-1-1 | 206 | 75  |
| Philadelphia Eagles | 7 | 1  | 2 | .875 | 6–0–2 | 267 | 131 |
| Washington Redskins | 6 | 3  | 1 | .667 | 4–3–1 | 169 | 180 |
| Boston Yanks        | 2 | 8  | 0 | .200 | 2–6   | 82  | 233 |
| Brooklyn Tigers     | 0 | 10 | 0 | .000 | 0-8   | 69  | 166 |

| Western Division  |   |    |   |      |       |     |     |
| Time              | V | D  | E | PCT  | DIV   | PF  | PC  |
| Green Bay Packers | 8 | 2  | 0 | .800 | 7-1   | 238 | 141 |
| Chicago Bears     | 6 | 3  | 1 | .667 | 4–3–1 | 258 | 172 |
| Detroit Lions     | 6 | 3  | 1 | .667 | 4–3–1 | 216 | 151 |
| Cleveland Rams    | 4 | 6  | 0 | .400 | 4–4   | 188 | 224 |
| Card-Pitt         | 0 | 10 | 0 | .000 | 0–8   | 108 | 328 |

## Playoffs
O NFL Championship Game (jogo do título), foi vencido pelo Green Bay Packers sobre o New York Giants por 17 a 4 no Polo Grounds em Nova Iorque para um total de 46,015 espectadores pelo championship game da NFL.

## Líderes em estatísticas da Liga
| Estatística | Nome         | Time              | Jardas |
| ----------- | ------------ | ----------------- | ------ |
| Passe       | Irv Comp     | Green Bay Packers | 1159   |
| Corrida     | Bill Paschal | New York Giants   | 737    |
| Recebendo   | Don Hutson   | Green Bay Packers | 886    |

## Prêmios
O Joe F. Carr Trophy, na época, nomeação do prêmio destinado ao jogador mais valioso (Most Valuable Player - MVP), foi entregue a Frank Sinkwich, Halfback do Detroit Lions.

## Troca de Treinadores
- Brooklyn Tigers: Pete Cawthon, Ed Kubale e Frank Bridges atuaram como co-treinadores ao longo desta temporada[11].
- Boston Yanks: Herb Kopf se tornou o primeiro treinador da nova equipe[12].
- Card-Pitt: Os técnicos de ambas as franquias da fusão Phil Handler do Cardinals e Walt Kiesling do Pittsburgh Steelers, atuaram como co-treinadores[13].
- Cleveland Rams: Em seu retorno à liga, após um ano sem operações, o Rams veio com um novo treinador no comando da equipe, Aldo Donelli[14].
- Philadelphia Eagles: Greasy Neale retornou a atuar sozinho como treinador principal após a equipe retornar suas operações tradicionais, no ano anterior, o Eagles havia se unido ao Pittsburgh Steelers, no Steagles, e a função foi dividida[15].
- Washington Redskins: Dutch Bergman foi substituído por Dudley DeGroot[16].

## Troca de Estádios
- Boston Yanks teve suas partidas em casa disputada no Fenway Park em Boston, Massachusetts[17].
- Card-Pitt combinada dividiu seus jogos entre o Comiskey Park em Chicago e o Forbes Field em Pittsburgh[18].
- Cleveland Rams retomou suas operações tradicionais no League Park[19].
- Philadelphia Eagles retomou as operações em tempo integral no Shibe Park[20].

## Biografia
- NFL Record and Fact Book (ISBN 1-932994-36-X)
- NFL History 1931–1940 (Last accessed December 4, 2005)
- Total Football: The Official Encyclopedia of the National Football League (ISBN 0-06-270174-6)